# Єнс Петер Якобсен
Єнс Петер Якобсен (дан. Jens Peter Jacobsen; нар. 7 квітня 1847 — †30 квітня 1885) — видатний данський письменник.

## Твори

### Романи
- «Пані Марія Груббе» (1876) — історичний роман про Данію та Норвегію XVII століття.
- «Нільс Люне» (1880) — виховний роман, дія якого відбувається в першій половині XIX століття в Данії.

### Новели
- «Шість новел» — збірка оповідань.

## Переклади українською мовою
Українською мовою твори Єнса Петера Якобсена перекладали Осип Маковей, Ольга Кобилянська, Ольга Сенюк.
- Єнс Петро Якобзен "Панї Фенс" / пер. Осип Маковей. Літературно-науковий вістник, Львів, 1898, Ч.1, стр. 116-134.
- Якобсен Є.-П. Пані Марія Груббе. Нільс Люне / пер. з данської О. Сенюк. — К., 1969.